# Human Powered Health/2024
Deze pagina geeft een overzicht van de vrouwenwielerploeg Human Powered Health Women in 2024.

## Algemeen
Teammanager: Ro De Jonckere
Ploegleiders: Giorgia Bronzini
Fietsmerk: Factor

## Renners

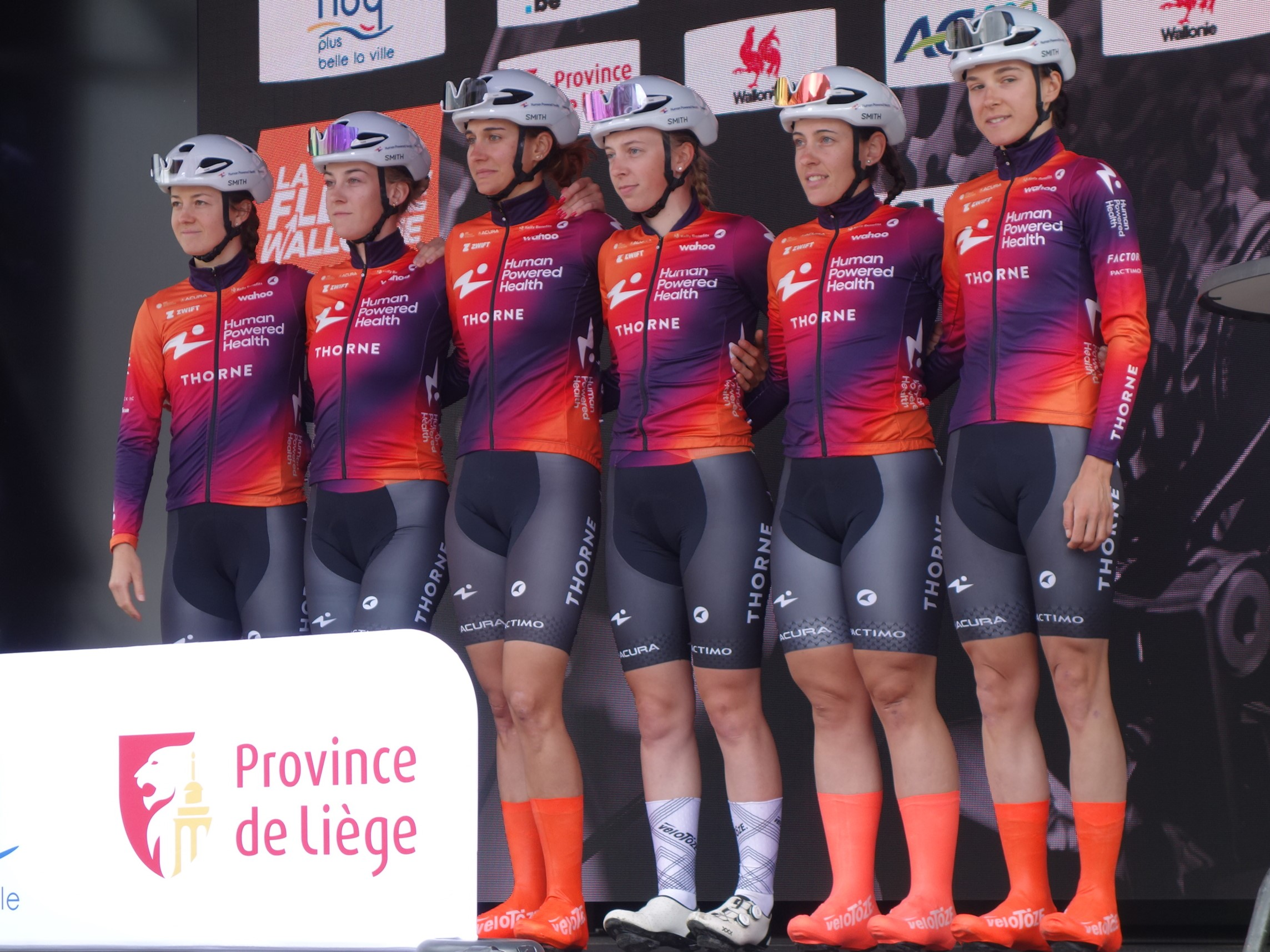
De ploeg in de Waalse Pijl 2024.

| Naam                    | Geboortedatum | Nationaliteit       | Ploeg 2023                     |
| ----------------------- | ------------- | ------------------- | ------------------------------ |
| Joelija Birjoekova      | 24-01-1998    | Oekraïne            | UAE Development Team           |
| Giada Borghesi*         | 27-11-2002    | Italië              | -                              |
| Henrietta Christie      | 23-01-2002    | Nieuw-Zeeland       |                                |
| Audrey Cordon-Ragot     | 22-09-1989    | Frankrijk           |                                |
| Kristabel Doebel-Hickok | 28-04-1989    | Verenigde Staten    | EF Education-TIBCO-SVB         |
| Ruth Edwards            | 09-07-1993    | Verenigde Staten    | -                              |
| Maëlle Grossetête       | 10-04-1998    | Frankrijk           | FDJ-Suez                       |
| Romy Kasper             | 05-05-1988    | Duitsland           | AG Insurance-Soudal Quick-Step |
| Barbara Malcotti        | 19-02-2000    | Italië              |                                |
| Daria Pikulik           | 06-01-1997    | Polen               |                                |
| Wiktoria Pikulik        | 15-06-1998    | Polen               | MAT Atom Deweloper Wrocław     |
| Marit Raaijmakers       | 02-06-1999    | Nederland           |                                |
| Katia Ragusa            | 19-05-1997    | Italië              | Liv Racing TeqFind             |
| Lily Williams           | 24-06-1994    | Verenigde Staten    |                                |
| Alice Wood              | 17-07-1995    | Verenigd Koninkrijk |                                |
| Silvia Zanardi          | 03-03-2000    | Italië              | Bepink                         |
| Linda Zanetti           | 10-03-2002    | Zwitserland         | UAE Development Team           |

* vanaf 2/7

### Vertrokken
| Naam                    | Geboortedatum | Nationaliteit    | Ploeg 2024                               |
| ----------------------- | ------------- | ---------------- | ---------------------------------------- |
| Nina Buysman            | 16-11-1997    | Nederland        | FDJ-Suez                                 |
| Ántri Christofórou      | 02-04-1992    | Cyprus           | Roland                                   |
| Katie Clouse            | 04-08-2001    | Verenigde Staten | ?                                        |
| Mieke Kröger            | 18-07-1993    | Duitsland        | ?                                        |
| Makayla MacPherson      | 17-09-2003    | Verenigde Staten | DNA Pro Cycling                          |
| Kaia Schmid             | 07-01-2003    | Verenigde Staten | Liv AlUla Jayco Women's Continental Team |
| Marjolein van 't Geloof | 27-03-1996    | Nederland        | Hess Cycling Team                        |
| Jesse Vandenbulcke      | 17-01-1996    | België           | De Ceuster-Bonache cycling team          |
| Eri Yonamine            | 25-04-1991    | Japan            | Laboral Kutxa-Fundación Euskadi          |

## Overwinningen
| Nationale kampioenschappen wielrennen Frankrijk - tijdrit: Audrey Cordon-Ragot Oekraine - tijdrit: Yuliia Biriukova Zwitserland - wegrit U23: Linda Zanetti Tour Down Under Bergklassement: Katia Ragusa Ronde de Mouscron Daria Pikulik Ronde van Thüringen Eindklassement: Ruth Edwards | Argenta Classic-2 Districtenpijl Ekeren-Deurne Daria Pikulik Grote Prijs van Fourmies Silvia Zanardi |  |

AG Insurance-Soudal · Canyon//SRAM · Ceratizit-WNT Pro Cycling · dsm-firmenich PostNL · FDJ-SUEZ · Fenix-Deceuninck · Human Powered Health · Lidl-Trek · Liv AlUla Jayco · Movistar · Roland · SD Worx-Protime · UAE Team ADQ · Uno-X Mobility · Visma|Lease a Bike
Mannen: 2020 ·2021 · 2022 · 2023
Vrouwen: 2020 · 2021 · 2022 · 2023 · 2024 · 2025